# أصلهان غونر
أصليهان غونير (بالتركية: Aslıhan Güner Kılıç)‏ (17 ديسمبر 1987 في إسطنبول - )؛ ممثلة تركية. درست التمثيل في مركز باريش مانشو الثقافي. ظهرت لأول مرة في المسلسل التلفزيوني عالم الأسرار في عام 2002. شاركت في مسلسلات: الاجتماع العظيم، أعز صديق لي، الإمام، سيلينا، القلوب الأسيرة، زهرة الحب، روز أويا في دائرتي، المتمردون، تلال الرحمة، ذات مرة في الإمبراطورية العثمانية، رمز سوميلا، كود موسكو. وفي عام 2019، شاركت في مسلسل نجمة الشمال. مسلسل الكذبة 2024

## وصلات خارجية
- أصلهان غونر على موقع IMDb (الإنجليزية)